# Bulkeley
Bulkeley är en by i civil parish Bulkeley and Ridley, i distriktet Cheshire East, i Storbritannien. Den ligger i grevskapet Cheshire och riksdelen England, i den södra delen av landet, 240 km nordväst om huvudstaden London. Bulkeley var en civil parish 1866–2023 när blev den en del av Bulkeley and Ridley. Civil parish hade 240 invånare år 2001.